# 独孤公舜
独孤公舜（독고공순）は、中国唐の学者であり、朝鮮氏族の南原独孤氏の始祖である。中国河南省出身。
独孤公舜は、中国唐の八学士の一人として、新羅に派遣され、その後帰化した。独孤公舜の子孫には、高麗の忠粛王時代に南原君に封ぜられた独孤信がいる。